# Bárbara Sepúlveda
Bárbara de Lourdes Sepúlveda Lavra (Santiago do Chile, 3 de novembro de 1988) é uma cantora, modelo e odontologista chilena. Ela é a líder e vocalista da banda pop rock chilena Kudai.

## Biografia
Ele estudou na Universidad San Sebastián onde recebeu uma odontologia em 2017.
Reside em Zapallar onde ele tem sua clínica odontológica.

## Carreira
Em 1999 ela foi selecionada juntamente com Pablo Holman, Nicole Natalino e Tomás Manzi para participar de um projeto musical infantil chamado Ciao.
De 2003 a 2010, ele fez parte de Kudai com seus colegas de Ciao. O grupo alcançou fama na América Latina e atualmente é considerado a banda mais importante de seu país, junto com Los Prisioneros.

### 2010 Anos
Após a desintegração de Kudai, ele integrou o projeto Leamitie con Manzi e depois se afastou da música para completar seus estudos universitários.
Em novembro de 2016, ele retoma sua carreira musical com Kudai, após o retorno da banda aclamada após seis anos de ausência.

## Discografía
| Álbum                 | Ano  | Autor |
| --------------------- | ---- | ----- |
| El poder de los niños | 2002 | Ciao  |
| Vuelo                 | 2004 | Kudai |
| Sobrevive             | 2006 | Kudai |
| Nadha                 | 2008 | Kudai |
| Laberinto             | 2019 | Kudai |
| Revuelo               | 2021 | Kudai |